# لوروا تشانغ
لوروا تشانغ (بالإنجليزية: Leroy Chang)‏ هو فيزيائي ومهندس أمريكي، ولد في 20 يناير 1936 في كايفنغ في الصين، وتوفي في 10 أغسطس 2008.